# 碧の海〜LONG SUMMER〜
『碧の海〜LONG SUMMER〜』（あおのうみ ロングサマー）は、2014年6月30日から9週間・45回で東海テレビ制作・フジテレビ系で放送された昼ドラ。主演は奥菜恵。奥菜にとっては、連続ドラマ主演は8年ぶりである。平均視聴率は3.4%。
本作品は、お笑いタレントを数多く擁する吉本興業とよしもとクリエイティブ・エージェンシーが制作に加わり、ヒロイン・舞の少女時代を演じる城恵理子（NMB48）を始め、木村祐一、板尾創路ら、吉本興業所属のタレントが多数出演する。また、オープニングタイトルバックも『白衣のなみだ』以来、1年3か月ぶりに復活した。

## あらすじ
東京で建設会社を経営する社長令嬢の小館舞は、自分を育ててくれた母が本当の母親ではないという悩みを抱えていた。しかしある日、沖縄に実母がいることを知ると、どうしても母親のことを知りたくなり、一人沖縄へと旅立った。その実母探しをしているとき、民宿の息子・新垣航太という青年に出会う。航太は「金に汚い嫌な奴」だったが、妹が病気を抱えているのを知り、そのやさしさに舞はひかれていくようになる。そして航太も舞を「金持ちのいけ好かない奴」と思っていたが、裏表のない性格や妹のやさしさにひかれていく。お互いにかけがえない存在となっていった2人だが、親たちの抱えた過去の秘密や大切な人の死をきっかけに2人の運命が揺れ動く。航太の「捨てられた過去」と舞の「忘れてはならない思い出」を軸に、沖縄を舞台に15年間に及ぶ壮大なラブストーリーが描かれる。
第1-15話（第1-3週）は舞と航太の少年少女時代編（21世紀初め）、第16話（第4週）以後は現代編となっている。

## 登場人物

### 主人公
小館舞（おだて まい）〈32〉
演 - 奥菜恵（高校時代〈17〉：城恵理子〈NMB48〉 / 幼少期：閏間 妃菜美）
本作の主人公。小館興産社長令嬢。
航太との初恋が無残な形で破局。32歳になった現在は、照明デザイナーとして活躍している。
高峯圭吾（後述）との婚約を機に、航太への想いを絶つことを決意。十数年ぶりに沖縄へ行き、思い出のネックレスを海に投げ捨てた。夏帆（後述）のお墓参りをしている最中、航太と再会。
航太が小館興産に経営コンサルタントとして現れたことから、再び複雑な運命に巻き込まれることに。
沖縄開発をめぐる贈収賄事件で、航太が逮捕されたことで、「彼の帰りを待つ」ことを決意。
東京を離れ、空き家となっていた生前の母が暮らしていた家で一人暮らしを始める。1年後、砂浜でついに航太と再会。
彼が作った、ガラスの結婚指輪を受け取り、ついに航太と結ばれた。

### 主人公を愛する男達
新垣航太（あらがき こうた）〈32〉
演 - 徳山秀典（高校時代〈17〉：犬飼貴丈）
沖縄の民宿新垣の息子。
舞との出会いは最悪で、「金に汚いイヤな奴」と思われていたが、実は妹思い。
妹・夏帆の死、父が舞の祖父・祐一郎を刺したことにより、舞との初恋は破局。
成人後。経営コンサルタントとなり、小館興産に現われた。
妹を死に追いやり、父を犯罪者にしたことから小館家を憎み、復讐を始める。
最終回で、すべての罪をかぶり逮捕された。1年後、刑期を終えて沖縄へ戻り舞と再会。ついに結ばれた。
高峯圭吾（たかみね けいご）〈32〉
演 - 尾形貴弘（パンサー）（高校時代〈17〉：小野塚勇人）
航太の幼馴染。
成人後は、小館興産で働いている。十数年、ずっと舞を想い続け、ついに婚約。
航太がすっかり変貌していることにショックを受ける。
舞と航太の間に割り込むことは出来ないと、婚約を解消。小館興産を退社。
最終回で、麗香の父に「沖縄開発をやめて欲しい」と懇願。1年後、聖子と交際している。

### 小館家
小館祥子（おだて しょうこ）
演 - 杉田かおる
舞の母だが血はつながっていない。小館興産会長・小館裕一郎の娘。
舞のためを思い、小館興産の脱税を暴露。このことが、小館家・新垣家の運命を狂わせることに。
娘・舞が32歳になっても未だに航太への初恋を引きずり、仕事にまい進していることを案じ、結婚をせかしている。
勲が現在も美樹と続いているのではないかと、疑心暗鬼に陥った。
父・祐一郎に続き勲が病に倒れたが、退院後。穏やかな生活を取り戻す。
小館勲（おだて いさお）
演 - 板尾創路
舞の父。小館興産社長。
実は、舞の生みの母・上原綾乃（後述）の妹・美樹（後述）と不倫していた。
舅・祐一郎が倒れ、小館興産の実務を取り仕切ることになったが、未だに祐一郎へ伺いを立てねばならないため、不満を募らせている。現在、小館興産の経営状態が悪化の一途を辿っていることから、外部より経営コンサルタントを招致した。
祐一郎が亡くなり、ようやく自身の手で会社を経営できることになるが、志半ばで病に倒れた。
物語終盤、航太の恋人・麗香の父が沖縄県開発の仕事絡みで沖縄県議に贈賄工作を行っていたことを録音した、テープレコーダーを公表しない見返りに、沖縄から手を引くように告げた。
小館祐一郎（おだて ゆういちろう）
演 - 岩城滉一
舞の祖父。小館興産会長。
新垣晴雄（後述）に刺され、一命は取り留めたが舞が32歳になった夏、突然病に倒れた。
病床に臥せっている今でも、小館興産の会長としての影響力は健在。航太が再び姿を現した直後、容態が急変し他界した。

### 新垣家
新垣晴雄（あらがき はるお）
演 - 木村祐一
航太の父。民宿新垣の主人で元漁師。
小館興産が計画している、レジャーランド建設の反対運動を行うが、航太の裏切りで窮地に陥る。
夏帆が亡くなり、ついに小館家への怒りを爆発。小館祐一郎を刺してしまう。
警察に逮捕され、刑務所で服役。出所した。
その後の消息は不明だったが、川崎市のアパートで上原美樹と同居していることが明らかに。
最終回で、「航太の行く末を見届ける」と一旦美樹たちの前から姿を消すが、1年後。
美樹たちの元へ帰り、再び一緒に暮らし始めた。
新垣夏帆（あらがき かほ）
演 - 伊藤貴璃
航太の妹。肝臓病で入退院を繰り返している。
舞の母・祥子（前述）が手術費用を用意したものの、容態が急変。短い生涯を終えた。生前、舞へ宛てた手紙を上原美樹に託していた。

### 上原家
上原美樹（うえはら みき）
演 - 遊井亮子
舞の元家庭教師。
実は、舞の父・勲と不倫関係にあった。
夏帆から生前預かっていた手紙を、舞に渡した後、島を離れた。
航太の調査と舞が顧問弁護士に尋ねたことから、川崎市に住んでいることが判明。娘がひとりいて、航太の父・晴雄と同居している。
最終回で、一旦は家を出た晴雄と再び暮らすことになる。
上原セツ
演 - 大方斐紗子
上原美樹の母。
舞が十数年ぶりに、島を訪れた際。美樹の消息を聞かれるが、「結婚して島を離れた」とだけ話した。
上原達夫
演 - 江藤漢斉
上原美樹の父。
上原綾乃（うえはら あやの）
演 - 緒沢あかり
上原美樹の姉であり、舞の生みの母。舞を産んで間もないころに亡くなっている。
上原彩（うえはら あや）
演 - 米山実来
上原美樹の娘。新垣晴雄を父として慕っているが、実の父ではないことは知っている。
1年後、家を出た晴雄が戻り、再び一緒に暮らせることを喜ぶ。

### 島の人々
高峯健吾（たかみね けんご）
演 - 川田広樹（ガレッジセール）
圭吾の父。建築事務所経営。
現在は他界している。
平良聖子（たいら せいこ）
演 - 中野公美子（高校時代：安保彩世）
航太の幼馴染。食堂の娘。
高校時代は航太にずっと片思いしており、舞を敵視していた。
上京してからは舞と仲良くなる。
成人後は医師となり、小館祐一郎（前述）の主治医となる。
最終回では、圭吾と交際していることが明らかに。
平良文子（たいら ふみこ）
演 - エド・はるみ
聖子の母。食堂を営む。現在も現役で働いている。
平良俊彦（たいら としひこ）
演 - 山田悠介（小学時代：植村海）
聖子の弟。夏帆の級友。
成人後は大学院生となり、アルバイトをしながら勉学に励んでいる。
最終回で、司法試験に合格し、実家の食堂で盛大に祝われた。
金城由紀子（きんじょう ゆきこ）→ 大島由紀子（おおしま ゆきこ）
演 - 宮川たま子（高校時代：加藤果林）
聖子の腰巾着。
成人後は上京し、都内で沖縄料理店「なんくるないさ」を営んでいる。
宮古ばぁ（みやこばあ）
演 - 福井裕子
「ユタ」と呼ばれる霊媒師。航太の家に毎晩食事をしに来る。
舞たちが成人した今でも、霊媒師として活動している。
玉城慎吾
演 - 玉城泰拙（高校時代：内田純）
聖子たちの友人。成人後はVanilla Airの那覇空港スタッフとして働いている。

### 廖家
廖金明（りゅう きんめい）
演 - 升毅
航太が勤める台湾系投資ファンド会社「廖ホールディングス」の社長。
航太にファンドマネージャーとしての仕事を教えた。
第2部序盤で、小館興産の取引相手として登場。
物語終盤、小館興産の社長に就任。沖縄開発を進めていたが、航太が逮捕され、圭吾と麗香から開発を断念するよう懇願された。最終的には、渋々ながら懇願を受け入れた。
廖麗香（りゅう れいか）
演 - 上野なつひ
廖金明の娘で、航太の恋人。航太が復讐のために、舞と偽装結婚することで嫉妬心を募らせていく。
最終回で、圭吾と共に父・金明に「沖縄開発から手を引いて」と懇願した。

### 東京の人々
安岡（やすおか）
演 - 星田英利
小館家の顧問弁護士。
舞から美樹の消息を聞かれ、「川崎市に住んでいる」ことを教えた。
大島武雄（おおしま たけお）
演 - 武田幸三
由紀子の夫。由紀子と共に沖縄料理店「なんくるないさ」を営んでいる。
野田奈津美（のだ なつみ）
演 - 佐藤麻衣
舞の照明デザイン事務所のアシスタント。
小泉リサ（こいずみ りさ）
演 - 安藤成子
舞の照明デザイン事務所のアシスタント。
九鬼亮三
演 - 貴山侑哉
世界的な建築家。

## 副題一覧
| 話数   | 放送日  | サブタイトル                      |
| ------ | ------- | --------------------------------- |
| 第1話  | 6月30日 | 初恋物語〜沖縄へ再び              |
| 第2話  | 7月1日  | 舞と航太、最悪の出会い            |
| 第3話  | 7月2日  | 誤解、二人だけの星空              |
| 第4話  | 7月3日  | 優しい嘘と二つのビーチグラス      |
| 第5話  | 7月4日  | 沖縄からの手紙…新たな運命の扉     |
| 第6話  | 7月7日  | 島の秘密…招かれざる少女           |
| 第7話  | 7月8日  | キスと嘘に隠された真実            |
| 第8話  | 7月9日  | 母の秘密…重すぎる衝撃の過去       |
| 第9話  | 7月10日 | 嵐の予感…涙の抱擁と救いの海       |
| 第10話 | 7月11日 | 満月の誓い…引き裂かれる2人        |
| 第11話 | 7月14日 | 歪んだ愛…幽閉のジュリエット       |
| 第12話 | 7月15日 | 宿命の恋…沖縄からの愛の叫び       |
| 第13話 | 7月16日 | 希望の光…お別れの会の笑顔と涙     |
| 第14話 | 7月17日 | 約束のキッス…満月に祈りをささげて |
| 第15話 | 7月18日 | 残酷の運命…初恋の終わり           |
| 第16話 | 7月21日 | 復讐の愛…14年目の再開             |
| 第17話 | 7月22日 | 変貌…憎しみと偽りの愛             |
| 第18話 | 7月23日 | 策略…逃げられぬ甘い罠             |
| 第19話 | 7月24日 | 苦い記憶…忍び寄る脅威             |
| 第20話 | 7月25日 | 疑惑…急すぎる祖父の死             |
| 第21話 | 7月28日 | 嘘と疑心…崩れ始める家族の愛       |
| 第22話 | 7月29日 | 冷酷な罠…裏切られた愛             |
| 第23話 | 7月30日 | 救出…秘められた消えぬ傷跡         |
| 第24話 | 7月31日 | 愛の慟哭…運命のビーチグラス       |
| 第25話 | 8月1日  | 絡まる糸…逆らえぬ運命の波         |
| 第26話 | 8月4日  | 運命の子…開かれた過去の扉         |
| 第27話 | 8月5日  | 無垢な愛…新たな波乱の幕開け       |
| 第28話 | 8月6日  | 嘘と迷い…残酷なプロポーズ         |
| 第29話 | 8月7日  | 悲しい嘘…迫られる究極の選択       |
| 第30話 | 8月8日  | 覚悟の涙…明かせぬ本心             |
| 第31話 | 8月11日 | 女の嫉妬…すれ違う二人の思い       |
| 第32話 | 8月12日 | 暴かれた嘘…崩れていく母娘の絆     |
| 第33話 | 8月13日 | 揺れる心…絡み合う苦しみと愛       |
| 第34話 | 8月14日 | 黒い密約…仕掛けられた罠           |
| 第35話 | 8月15日 | 破滅への道…見失った魂の行方       |
| 第36話 | 8月18日 | 信じる心…恋と友情と家族の愛       |
| 第37話 | 8月19日 | 希望の光…つかの間の心の休息       |
| 第38話 | 8月20日 | 孤独の果て…止まらない執着心       |
| 第39話 | 8月21日 | 負の連鎖…冷酷な悲劇への階段       |
| 第40話 | 8月22日 | 彷徨う刃…悲しき復讐の行方         |
| 第41話 | 8月25日 | 失くした魂…聞かせて!真実の声      |
| 第42話 | 8月26日 | 崩壊する心…憎しみの開発事業       |
| 第43話 | 8月27日 | 心の叫び…封印したはずの思い       |
| 第44話 | 8月28日 | 家族の絆…それぞれの愛と償い       |
| 第45話 | 8月29日 | 永遠の愛…約束の島へ               |

## スタッフ
- 原案 - 倉科遼
- 脚本 - 武田有起、牟田桂子
- 演出 - 星田良子（共同テレビ）、金子与志一、八十島美也子
- 企画 - 横田誠・服部宣之（東海テレビ）
- プロデューサー - 松本圭右（東海テレビ）、仲良平、坂本直彦（よしもとクリエイティブ・エージェンシー）、浦井孝行、河角直樹（国際放映）
- メインテーマ - S.E.N.S.「碧の海」
- 音楽 - 森英治
- 特別協力 - バニラ・エア
- 主題歌 - fumika「消せない約束」（Island Roots）
- 挿入歌 - 新里宏太「Regret」(SONIC GROOVE)
- 制作 - 東海テレビ[11]、吉本興業、国際放映[12]

## 関連商品
- S.E.N.S.・森英治「碧の海 オリジナル・サウンドトラック」（2014年8月6日発売）